# Licania parvifructa
Licania parvifructa är en tvåhjärtbladig växtart som beskrevs av Fanshawe och Bassett Maguire. Licania parvifructa ingår i släktet Licania och familjen Chrysobalanaceae. Inga underarter finns listade i Catalogue of Life.